# پل بویر
پل بویر (به انگلیسی: Paul Delos Boyer) (متولد ۳۱ ژوئیه ۱۹۱۸ – درگذشته ۲ ژوئن ۲۰۱۸)، بیوشیمیست آمریکایی و شیمیدان تحلیلی بود. در سال ۱۹۹۷ به همراه جان ای. واکر به‌طور مشترک «برای تحقیقات به روی ای‌تی‌پی سینتیز در زمینه سنتز آدنوزین تری فسفات»
موفق به کسب جایزه نوبل شیمی شد.